# Kosmos 613
Kosmos 613 byl dlouhodobý zkušební let nové verze lodi Sojuz varianty 7K-T v rámci přípravy na dlouhodobé připojení k vesmírné stanici.

## Parametry mise
- Kosmická loď: Sojuz 7K-T
- Hmotnost: 6800 kg
- Posádka: žádná
- Start: 30. listopadu 1973
- Přistání :29. ledna 1974